# Erioptera brevirama
Erioptera brevirama är en tvåvingeart som beskrevs av Alexander 1931. Erioptera brevirama ingår i släktet Erioptera och familjen småharkrankar. Inga underarter finns listade i Catalogue of Life.